# Філ Фіш
Філіп Пуассон (англ. Philippe Poisson), знаніший як Філ Фіш (англ. Phil Fish) — франкоканадський розробник комп'ютерних ігор, який став відомим завдяки грі Fez — платформеру, який випустила його компанія Polytron Corporation. Фіш є одним із засновників Kokoromi — команди, метою якої є просування відеоігор як виду мистецтва, особливо ігор з оригінальним геймплеєм. Фіша на пізніших стадіях розробки Fez показали у фільмі «Indie Game: The Movie». У липні 2013 року оголосив про свій відхід з ігрової індустрії.